# Galwayella
Galwayella, en ocasiones erróneamente denominado Gallwayella, es un género de foraminífero bentónico de la Subfamilia Oolininae, de la Familia Ellipsolagenidae, de la Superfamilia Polymorphinoidea, del Suborden Lagenina y del Orden Lagenida. Su especie-tipo es Lagena trigonoelliptica. Su rango cronoestratigráfico abarca desde el Helvetiense (Mioceno) hasta la Actualidad.

## Discusión
Clasificaciones previas incluían Galwayella en la Superfamilia Nodosarioidea.

## Clasificación
Galwayella incluye a las siguientes especies:
- Galwayella biangulata
- Galwayella bifrangiata
- Galwayella copiosotubula
- Galwayella globosa
- Galwayella michaili
- Galwayella oblonga
- Galwayella oscula
- Galwayella regolaris
- Galwayella spherula
- Galwayella trigona
- Galwayella trigonoelliptica
- Galwayella trigonobicarinata
- Galwayella trigonoelliptica
- Galwayella trigonomarginata
- Galwayella trigonoorbignyana
- Galwayella trigonoornata
- Galwayella trigonopulchella
- Galwayella trixopteryx